# Roberto Vander
Frans Robert Jan van der Hoek (Laren, Países Bajos, 20 de septiembre de 1950) conocido como Roberto Vander es un cantante y actor neerlandés que ha desarrollado su carrera artística en América Latina principalmente en Chile y México.

## Biografía
Pese a haber nacido en Países Bajos, Vander se crio en Uruguay donde vivió gran parte de infancia y juventud. Estudió en Colegio Stella Maris y vivió en  barrio de Barra de Carrasco Departamento de Canelones donde emigró a varios otros países de América Latina como Argentina, Brasil, Perú o México para finalmente radicarse en Chile. En 1980 se instaló en México después de haber sido invitado en popular show de música Siempre en domingo con Raúl Velasco donde presentó segundo álbum como cantante.
Realizó gira por tres años y le ofrecieron papel en telenovela Cuna de lobos que se convertiría en uno de mayores éxitos de Televisa. Posteriormente actuó en Victoria y El precio de la fama. En telenovela Senda de gloria interpretó a villano de origen anglo-holandés lo que le dio ocasión de hablar inglés y holandés.
El éxito de Senda de gloria le permitió obtener papel principal en telenovela chilena Semidiós producida por Canal 13 donde también cantó "Como un águila" tema central de esta. Por mismo canal hizo Bravo y regresó a México año después de participar en nueva versión de Simplemente María y La pícara soñadora  grandes éxitos en América Latina, Europa, Turquía y Rusia. Entre 1992 y 1993 volvió a Chile y Canal 13 para grabar telenovelas Fácil de amar y Doble juego. En 1994 volvió a México e hizo Caminos cruzados.
En 1995 regresó a Chile para hacer dos telenovelas y creó su empresa llamada Roberto Vander Prod para facilitar acceso a medios de comunicación chilenos de actrices como Alicia Machado.
En 1996 participó en la exitosa telenovela de canal 13 Chile "Adrenalina".
En 1997 participó en telenovela con Televisa Sin ti, y al año siguiente hizo Enséñame a querer con Venevisión, uno de canales de televisión en Venezuela.
Entrevistado por red holandesa NCRV en febrero de 1999 en presentación de 25 minutos desde su casa en Chile. Difundida el 11 de mayo de ese mismo año a través de la red NPO 1. Mismo año que hizo Por tu amor en México (2000), hizo Milagros en Perú. Entre 2002 y 2003 hizo dos telenovelas para Televisa y  galardonado con Azteca de Oro como mejor actor por su papel en Salomé por Asociación de Periodistas de Radio y Televisión Mexicanos. Hizo nueva versión de Rubí en 2004. Telenovela considerada como mejor del año y se le concedió Sol de Oro para carrera. Por su papel en esta producción nominado para Premio TVyNovelas como "Mejor Actor".
Acto seguido participó en telenovela Al diablo con los guapos donde interpretó al verdadero padre del protagonista. Después grabó en Miami Pecadora y en Colombia Salvador de mujeres. En Telemundo participó en telenovela Los herederos Del Monte y en 2014 regresó a Televisa en rol antagónico de telenovela Hasta el fin del mundo como mafioso, narcotraficante y empresario Gerónimo Peralta.

## Discografía
- 1980 - En la esquina del café
- 1988 - Roberto Vander
- 1990 - María Sola

## Trayectoria

### Telenovelas
| Teleseries | Teleseries               | Teleseries                         | Teleseries         |
| Año        | Teleserie                | Rol                                | Canal de TV/País   |
| ---------- | ------------------------ | ---------------------------------- | ------------------ |
| 1986-1987  | Cuna de lobos            | Julio Cifuentes.                   | Televisa           |
| 1987       | El precio de la fama     |                                    | Televisa           |
| 1987       | Senda de gloria          | James Van Hallen.                  | Televisa           |
| 1987-1988  | Victoria                 | Reinaldo.                          | Televisa           |
| 1988       | Semidiós                 | Hugo Leonardo Lemus / Raúl Burgos. | Canal 13           |
| 1989       | Bravo                    | Juan Pablo Lira.                   | Canal 13           |
| 1989-1990  | Simplemente María        | Rafael Hidalgo.                    | Televisa           |
| 1990-1991  | En carne propia          |                                    | Televisa           |
| 1991       | La pícara soñadora       | Gregorio Rochild.                  | Televisa           |
| 1992       | Fácil de amar            | Mario Fuenzalida                   | Canal 13           |
| 1993       | Doble juego              | Patricio Corral.                   | Canal 13           |
| 1994-1995  | Caminos cruzados         | Ambrosio Jiménez y Cisneros.       | Televisa           |
| 1995       | Amor a domicilio         | Guillermo Stone.                   | Canal 13           |
| 1996       | Adrenalina               | Gerardo Ahumada.                   | Canal 13           |
| 1997-1998  | Sin ti                   | Guillermo Ysaguirre.               | Televisa           |
| 1998       | Enséñame a querer        | Rafael del Santo Sacramento.       | Venevisión         |
| 1999       | Por tu amor              | Don Nicolás Montalvo Gallardo.     | Televisa           |
| 2000       | Milagros                 | Benjamín Muñoz.                    | América Televisión |
| 2001-2002  | Salomé                   | Mauricio Valdivia Iturralde.       | Televisa           |
| 2003-2004  | Velo de novia            | Germán del Álamo.                  | Televisa           |
| 2003-2004  | Mariana de la noche      | Ángel.                             | Televisa           |
| 2003       | Amores urbanos           | Carlos.                            | Mega               |
| 2004       | Rubí                     | Arturo de la Fuente.               | Televisa           |
| 2005-2006  | El amor no tiene precio  | Germán Garcés.                     | Televisa           |
| 2007       | Destilando amor          | Ricardo Duarte.                    | Televisa           |
| 2007       | Un amor indomable        | Hernán Montenegro.                 | ATV                |
| 2007-2008  | Al diablo con los guapos | Néstor Miranda.                    | Televisa           |
| 2008       | Fuego en la sangre       | Dr. Gilberto Castañeda.            | Televisa           |
| 2010       | Pecadora                 | Cayetano.                          | Univisión          |
| 2010       | Salvador de mujeres      | Julio César.                       | Venevisión         |
| 2010-2011  | Teatro en CHV            | Marcelo / Rogelio                  | Chilevisión        |
| 2011       | Los herederos del Monte  | Emilio del Monte / Pablo González. | Telemundo          |
| 2011       | Infiltradas              | Octavio Gangas                     | Chilevisión        |
| 2012       | El Talismán              | Esteban Nájera.                    | Univisión          |
| 2012       | La Sexóloga              | Axel Cooper.                       | Chilevisión        |
| 2013       | Pasión prohibida         | Ariel Piamonte                     | Telemundo          |
| 2013-2014  | Qué pobres tan ricos     | Roberto Ruizpalacios Álvarez       | Televisa           |
| 2014-2015  | Hasta el fin del mundo   | Gerónimo Peralta De la Riva        | Televisa           |
| 2017-2018  | Dime quién fue           | Clemente Eyzaguirre                | TVN                |

### Cine
- Mauro el mojado (1986) - Jeff
- Club Med (1986)
- Nadie sabe que estoy aquí (2020)

## Premios y nominaciones
Premios TVyNovelas
| Año  | Categoría                  | Telenovela | Resultado |
| ---- | -------------------------- | ---------- | --------- |
| 2005 | Mejor actor de reparto     | Rubí       | Nominado  |
| 1988 | Mejor revelación masculina | Victoria   | Nominado  |